# Карнизм
Карнизм (лат. carnis — мясо, плоть) —  концепция о правомерности потребления в пищу продуктов животного происхождения, особенно мяса. Термин был предложен социальным психологом Мелани Джой в 2001 году и популяризирован в её книге «Почему мы любим собак, едим свиней и носим шкуры коров».
Согласно концепции, центральное место в идеологии карнизма занимает принятие поедания мяса в качестве чего-то «естественного», «нормального», «необходимого» и «приятного». Важной особенностью карнизма является выделение отдельных видов животных в качестве допустимых к употреблению в пищу, а также одобрение тех мер в их отношении, которые бы применительно к другим, «несъедобным», видам трактовались как жестокие. В соответствии с концепцией, деление животных на съедобных и несъедобных является культурно обусловленным. В качестве примера можно привести то, что в Китае и Южной Корее собаки считаются допустимыми к употреблению в пищу, в то время как в странах Европы они считаются домашними животными, и их поедание запрещено.

## История
Проанализировав историю вегетарианства и противодействия ему со времён древней Греции до наших дней, литературовед Ренан Лару выделил общие для приверженцев карнизма (в их отношении употребляется термин «карнисты») аргументы в поддержку их мировоззрения. По словам литературоведа, карнисты обычно считают, что вегетарианство — это нелепая идея, что для человечества естественно подчинение себе животных, и что воздержание от доминирования по отношению к животным может представлять угрозу для людей. Ренан Лару также обнаружил, что взгляд, будто животные на фермах не страдают и смерть на бойне лучше смерти от болезни или хищников, получил особое признание в XIX веке. 
В 1970-х годах традиционные взгляды на отношение к животным были изменены защитниками прав животных, в том числе психологом Ричард Райдером, который в 1971 году ввел понятие «видовой дискриминации». Данный термин обозначает присвоение прав и особого отношения отдельным особям исключительно на основе их видовой принадлежности. 
В 2001 году Мелани Джой ввела термин карнизм для той формы видовой дискриминации, которая, как она утверждает, лежит в основе использования животных в пищу и, в частности, убийства их ради мяса. В своей книге «Почему мы любим собак, едим свиней и носим шкуры коров» Джой пишет:
Мы не рассматриваем мясоедение так, как вегетарианство — как выбор, основанный на ряде предположений о животных, нашем мире и нас самих. Скорее, мы воспринимаем это как данность, «естественную» вещь, как что-то, что всегда было и всегда будет. Мы едим животных, не задумываясь о том, что мы делаем и почему, потому что система убеждений, лежащая в основе этого поведения, невидима. Эта невидимая система убеждений и есть то, что я называю карнизмом.

## Основные положения карнизма
Центральным аспектом карнизма является то, что люди подразделяют животных на разные группы в соответствии с принятыми в их культуре убеждениями. Мелани Джой утверждает, что эти группы определяют, как люди относятся к животным внутри них, влияют на субъективное восприятие чувств и интеллекта относящихся к ним особей, а также уменьшают или усиливают сочувствие и беспокойство о них. Так, люди более охотно едят животных, которые, по их мнению, обладают меньшими умственными способностями, и, наоборот, приписывают меньшие умственные способности тем животным, которых едят. Кроме того, эти отношения являются причинно-следственными: категоризация животных в качестве пищи или непосредственное поедание мяса заставляют людей приписывать сниженные умственные способности таким животным. 
Как утверждает Мелани Джой, принятие поедания мяса в качестве «естественного», «нормального», «необходимого» выражается в том, что люди вынуждены верить, будто они достаточно эволюционировали, чтобы позволить себе есть мясо, будто такое поведение ожидается от них обществом, и будто поедание мяса необходимо, чтобы выжить и быть сильными. 
Также для карнизма характерны два положения, которые, по мнению Мелани Джой, наравне с описанными выше постулатами, поддерживают существование подобного мировоззрения. Во-первых, это уход от рассмотрения происхождения мясных продуктов. В качестве примера психолог указывает то, что мясо редко подают с головой животного или другими частями тела, которые бы напоминали о происхождении блюда. Во-вторых, это так называемая «концепция спасения от убоя», выражающаяся в том, что средства массовой информации сосредотачиваются на одном животном, которое избежало убоя, придавая этому выдающуюся роль, игнорируя при этом миллионы особей, которые этого не сделали.

## Неакадемическое восприятие
В статьях, опубликованных в изданиях «The Huffington Post», «The Statesman» и «The Drum», где освещались вопросы вегетарианства и отношения к употреблению мяса, высоко оценили идею выделения карнизма, написав, что этот термин облегчает обсуждение и оспаривание практики эксплуатации животных. 
В статье, опубликованной изданием «Drovers Cattle Network», освещающим мясную промышленность, раскритиковали использование термина карнизм, говоря, будто он подразумевает, что употребление в пищу продуктов животного происхождения является «психическим заболеванием».